# Жигайлово
Жигайлово (укр. Жигайлове) — село, относится к Захарьевскому району Одесской области Украины.
Население по переписи 2001 года составляло 47 человек. Почтовый индекс — 66722. Телефонный код — 4860. Занимает площадь 0,46 км². Код КОАТУУ — 5125283603.

## Местный совет
66722, Одесская обл., Захарьевский р-н, с. Онилово